# Yum Kaax
Yum Kaax (pronunciación maya: [jum kaːʃ], 'señor del bosque') es un nombre idioma maya para el dios de la vegetación silvestre y guardián de sus animales.
En el pasado, este personaje ha sido erróneamente descrito como deidad agrícola, e incluso como el dios del maíz (dios E de los códices mayas), un concepto tan popular como falso. En la realidad etnográfica, Yum Kaax es un dios de las plantas silvestres y de los animales importantes para los cazadores. Como tal, puede extender su protección a los maizales contra las incursiones de la naturaleza salvaje representada por él mismo. Por la misma razón, su nombre es invocado por los agricultores tradicionales, que le ofrecen los primeros frutos de sus campos.
Este tipo de deidad también se encuentra entre los pueblos indígenas de América del Norte. Invocado por los cazadores, es considerado dueño de los animales de caza. Puede manifestarse a los cazadores instantáneamente, posee canciones que garantizan una caza exitosa, y flechas que mágicamente regresan al arquero.